# Congratulations (Post Malone-dal)
A Congratulations Post Malone amerikai rapper és énekes dala, amin közreműködött Quavo amerikai rapper. 2017. január 31-én jelent meg a Republic Records kiadón keresztül, az ötödik kislemezként Malone debütáló stúdióalbumáról, a Stoney-ról (2016). Először promóciós kislemezként adták ki 2016. november 4-én, majd január 31-én hivatalos kislemezként. Malone és Quavo szerezték a dalt, producerei pedig Metro Boomin, Frank Dukes, Louis Bell és Carl Rosen voltak. A remix, amin szerepelt Future is, 2017. június 16-án jelent meg.

## Háttér
Frank Dukes, Metro Boomin és Louis Bell elkezdett dolgozni Malone-nal, hogy dalokat készítsenek az előadó első albumára, a White Iverson sikerei után. A dal megírása közben nézték a 2016-os olimpiát, ami inspirálta őket arra, hogy megírják a dalt. Egyszer a stúdióban Post menedzsere, Dre London elkiáltotta magát „congratulations,” amiből megszületett a dal refrénjét.
Post Malone Austinban (Texas) adta elő először a dalt, 2016 szeptemberében, két hónappal a szám első megjelenése előtt. 2017. június 16-án kiadták a kislemez egy remixét, amin közreműködött Future.

## Videóklip
A dal videóklipjét 2017. január 23-án mutatták be, Post Malone VEVO YouTube-csatornáján. A videót James DeFina rendezte. Megjelent benne Murda Beatz, Metro Boomin, Frank Dukes és a Migos tagjai. 2022 novemberéig 1,4 milliárd megtekintéssel rendelkezik.

## Közreműködők
Dalszerzés, előadók
- Frank Dukes – producer, dalszerző, programozás
- Metro Boomin – producer, dalszerző, programozás
- Louis Bell – további produceri munka, dalszerző
- Post Malone – dalszerző, vokál
- Carl Rosen – dalszerző
- Quavo – dalszerző, vokál

Utómunka
- Frank Dukes – felvételek
- Louis Bell – felvételek
- Manny Marroquin – keverés
- Chris Galland – keverési asszisztens
- Jeff Jackson – keverési asszisztens

## Slágerlisták
| Slágerlista (2017-2018)               | Legmagasabb pozíció |
| ------------------------------------- | ------------------- |
| Ausztrália (ARIA)                     | 30                  |
| Ausztria (Ö3 Austria Top 40)          | 68                  |
| Belgium (Ultratip Flanders)           | 34                  |
| Belgium (Ultratip Wallonia)           | 28                  |
| Csehország (Singles Digitál Top 100)  | 48                  |
| Dánia (Tracklisten Top 40)            | 39                  |
| Egyesült Királyság (UK Singles Chart) | 26                  |
| Egyesült Királyság (UK R&B Chart)     | 17                  |
| Franciaország (SNEP)                  | 19                  |
| Hollandia (Single Top 100)            | 80                  |
| Írország (IRMA)                       | 35                  |
| Kanada (Canadian Hot 100)             | 14                  |
| Németország (Media Control Charts)    | 88                  |
| Portugália (AFP Top 100 Singles)      | 13                  |
| Skócia (Scottish Singles Top 40)      | 75                  |
| Svájc (Schweizer Hitparade)           | 77                  |
| Svédország (Sverigetopplistan)        | 34                  |
| Szlovákia (Singles Digitál Top 100)   | 54                  |
| US Billboard Hot 100                  | 8                   |
| US Hot R&B/Hip-Hop Songs (Billboard)  | 5                   |
| US Dance/Mix Show Airplay (Billboard) | 10                  |
| US Mainstream Top 40 (Billboard)      | 23                  |
| US Rhythmic (Billboard)               | 5                   |
| Új-Zéland (Recorded Music NZ)         | 21                  |

| Slágerlista (2017)                           | Pozíció |
| -------------------------------------------- | ------- |
| Ausztrália (ARIA)                            | 36      |
| Brazília (Pro-Música Brasil)                 | 182     |
| Dánia (Tracklisten)                          | 61      |
| Egyesült Királyság (Official Charts Company) | 62      |
| Izland (Plötutíðindi)                        | 32      |
| Kanada (Canadian Hot 100)                    | 17      |
| Portugália (AFP)                             | 17      |
| Svédország (Sverigetopplistan)               | 74      |
| US Billboard Hot 100                         | 10      |
| US Hot R&B/Hip-Hop Songs (Billboard)         | 6       |
| US Rhythmic (Billboard)                      | 12      |
| Új-Zéland (Recorded Music NZ)                | 21      |
| Slágerlista (2018)                           | Pozíció |
| Ausztrália (ARIA)                            | 100     |
| Portugália (AFP)                             | 104     |

## Minősítések
| Régió                        | Minőstíés                | Példányszám |
| ---------------------------- | ------------------------ | ----------- |
| Ausztrália (ARIA)            | 7× Platinalemez          | 490 000     |
| Brazília (Pro-Música Brasil) | Gyémántlemez             | 250 000     |
| Dánia (IFPI Danmark)         | 2× Platinalemez          | 180 000     |
| Egyesült Államok (RIAA)      | 11× Platinalemez         | 11 000 000  |
| Egyesült Királyság (BPI)     | 2× Platinalemez          | 1 200 000   |
| Franciaország (SNEP)         | Platinalemez             | 200 000     |
| Kanada (Music Canada)        | Gyémántlemez             | 800 000     |
| Mexikó (AMPROFON)            | Platinalemez +Aranylemez | 90 000      |
| Németország (BVMI)           | Aranylemez               | 200 000     |
| Olaszország (FIMI)           | Platinalemez             | 50 000      |
| Portugália (AFP)             | 3× Platinalemez          | 30 000      |
| Új-Zéland (RMNZ)             | 2× Platinalemez          | 60 000      |
| Streaming                    |                          |             |
| Svédország (GLF)             | 3× Platinalemez          | 24 000 000  |

## Kiadások
| Régió            | Dátum             | Formátum                     | Kiadó    | For.  |
| ---------------- | ----------------- | ---------------------------- | -------- | ----- |
| Egyesült Államok | 2016. november 4. | digitális letöltés streaming | Republic | [ 1 ] |
| Egyesült Államok | 2017. január 31.  | krotárs ritmikus rádió       | Republic | [ 2 ] |